# Saint-Julien-de-l'Herms
Saint-Julien-de-l'Herms è un comune francese di 148 abitanti situato nel dipartimento dell'Isère della regione dell'Alvernia-Rodano-Alpi.

## Società

### Evoluzione demografica
Abitanti censiti